# Anabarhynchus furcatus
Anabarhynchus furcatus är en tvåvingeart som beskrevs av Lyneborg 2001. Anabarhynchus furcatus ingår i släktet Anabarhynchus och familjen stilettflugor. Inga underarter finns listade i Catalogue of Life.